# St. Johann Baptist (Hebramsdorf)

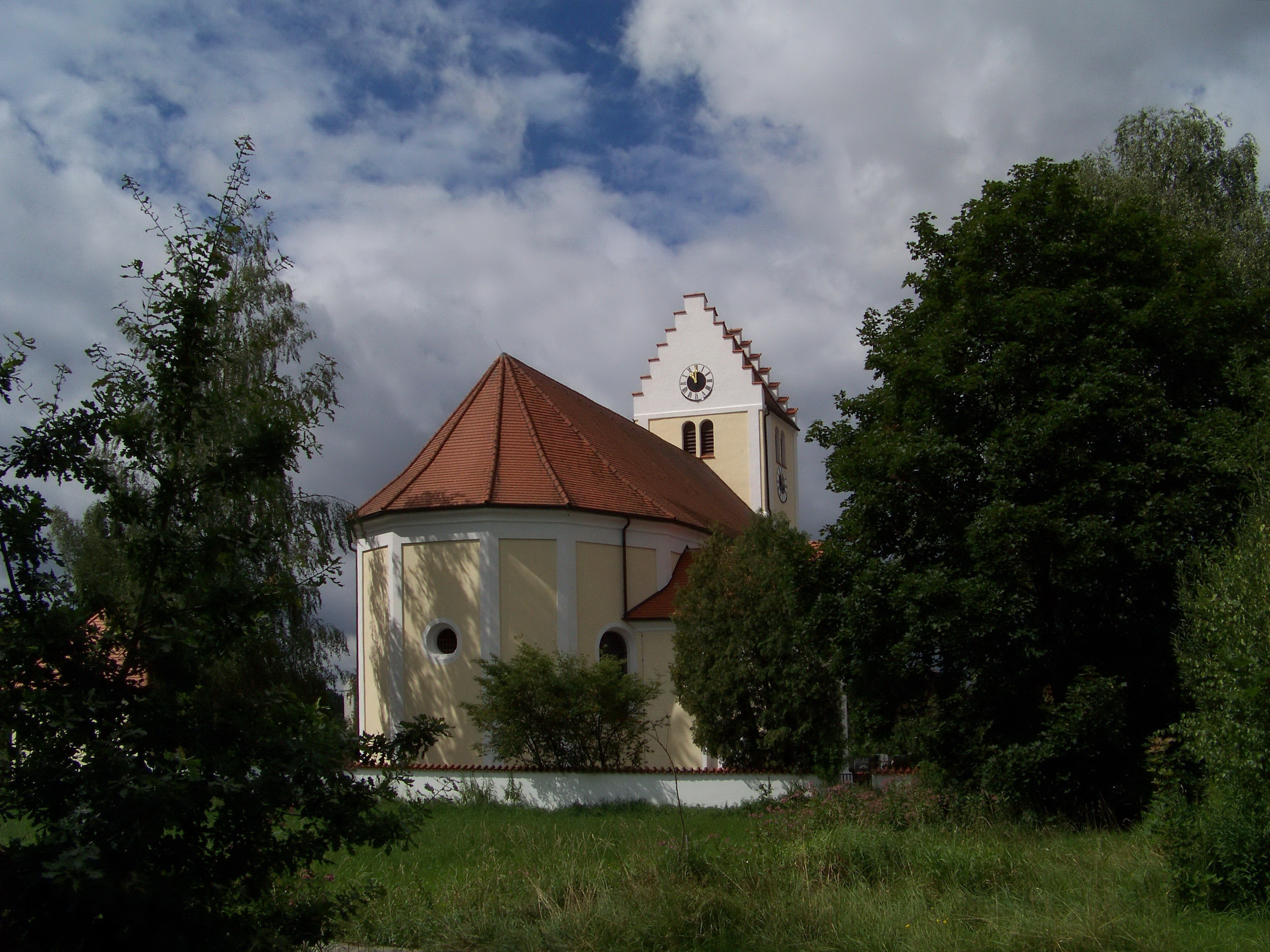
Außenansicht der Pfarrkirche St. Johann Baptist von Osten

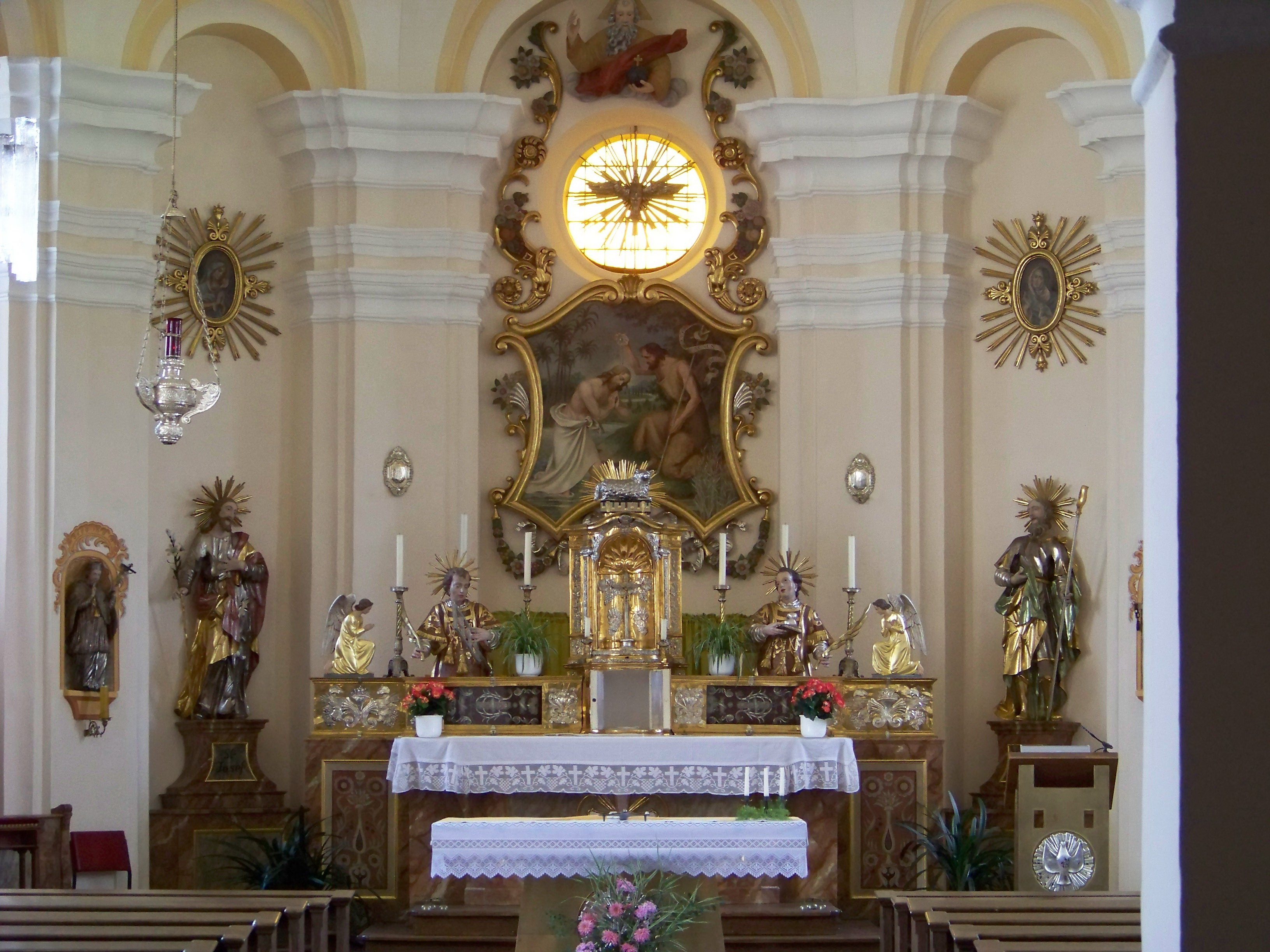
Blick in den Chorraum

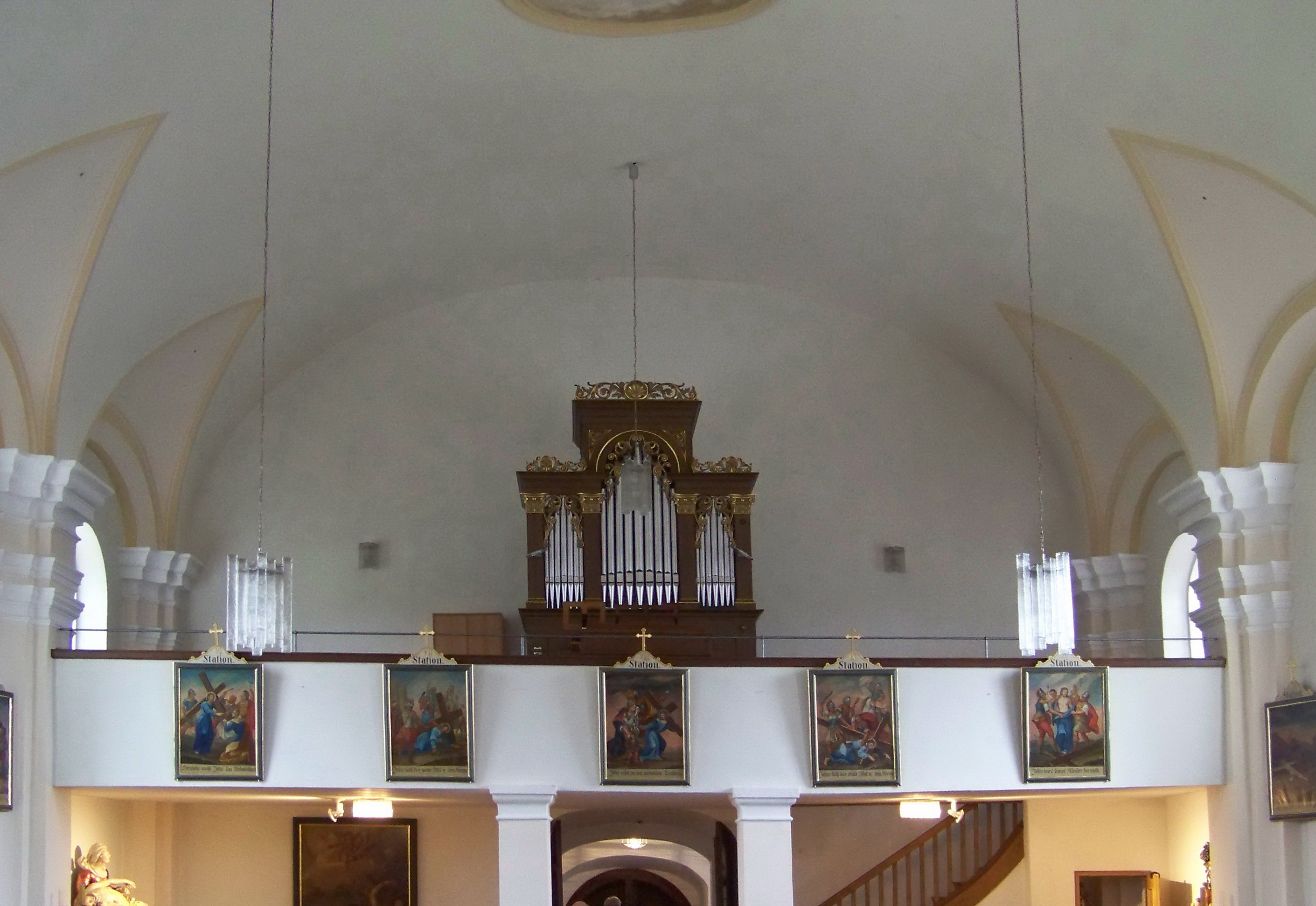
Blick zur Orgelempore

Die römisch-katholische Pfarrkirche St. Johann Baptist in Hebramsdorf, einem Ortsteil der Gemeinde Neufahrn in Niederbayern im Landkreis Landshut, ist eine nach Osten ausgerichtete Saalkirche ohne ausgeschiedenen Chor, die im Jahr 1730 barockisiert wurde. Im Kern dürfte der Bau romanisch (Turm) bzw. spätgotisch (Chorschluss) sein. Alljährlich zum Fest des heiligen Sebastian (20. Januar) pilgern die Bewohner des Dorfes Langenhettenbach mit einem Bittgang zu der Kirche im Tal der Kleinen Laber.
Das Gotteshaus mit dem Patrozinium des heiligen Johannes des Täufers (Gedenktag: 24. Juni) ist als Baudenkmal mit der Nummer D-2-74-153-10 beim Bayerischen Landesamt für Denkmalpflege eingetragen. Die Pfarrei St. Johann Baptist in Hebramsdorf mit den Filialkirchen St. Andreas in Piegendorf und St. Jakobus der Ältere in Rohrberg wird heute durch die Pfarreiengemeinschaft Neufahrn seelsorgerisch betreut.

## Architektur

### Außenbau
Die nach Osten ausgerichtete Saalkirche umfasst ein vierjochiges Langhaus, an das ein nicht eingezogener, siebenseitiger Chorschluss angefügt ist. Letzterer zeigt kürzere und längere Seiten im Wechsel. Dieser für eine Barockkirche ungewöhnliche Chorschluss lässt vermuten, dass beim Bau die Umfassungsmauern einer spätgotischen Vorgängerkirche verwendet wurden. Er erinnert an den Chorschluss spätgotischer Hallenkirchen, wie zum Beispiel der Heilig-Geist-Kirche in Landshut, der Peterskirche in Ergolding oder der Stadtpfarrkirche in Dingolfing.
Der Außenbau ist durch rundbogige Fensteröffnungen und weiße Lisenen, die gegenüber dem dezenten Gelbton der Wände hervortreten, gegliedert. Im Chorscheitel befindet sich lediglich ein kleines, kreisrundes Ochsenauge. Im rückwärtigen Langhausjoch befindet sich an der Nordseite außen anstelle eines Fensters das Kriegerdenkmal, darüber ein Kruzifix. An den Chor ist nördlich die Sakristei angebaut. An die Westseite des Langhauses ist der massige, viergeschossige Turm angefügt, der im Kern aus der romanischen Stilepoche stammt und entsprechend dem damals häufig angewendeten Konzept der Wehrkirche mehr als zwei Meter dickes Mauerwerk besitzt. Er hat im obersten Geschoss auf jeder Seite gekuppelte Schallarkaden. Den oberen Abschluss bildet ein zwischen zwei Treppengiebeln eingeschlossenes Satteldach. Die beiden Giebelflächen enthalten jeweils eine Turmuhr; auf der Nordseite befindet sich ein drittes Zifferblatt der Turmuhr unterhalb der Schallöffnungen.

### Innenraum
Durch das Erdgeschoss des Turmes gelangt man in das Kircheninnere, das von einem korbbogigen Tonnengewölbe mit Stichkappen und Kappenschluss überspannt wird. Den Wänden sind verkröpfte, an den Kanten teils gekehlte Pilastern mit stark profilierten Kapitellen vorgelegt, auf denen das Gewölbe ruht. Im rückwärtigen Langhausjoch ist eine Orgelempore eingezogen, die von zwei massiven, quadratischen Säulen getragen wird.

## Ausstattung

### Altäre
Die klassizistischen Stuckmarmoraltäre der Hebramsdorfer Pfarrkirche stammen ursprünglich aus der Wallfahrtskirche Mariä Himmelfahrt in Dechbetten, das heute ein Stadtteil von Regensburg ist. Die Altäre wurden gegen Ende des 18. Jahrhunderts von einem unbekannten Meister geschaffen.
Vom Hochaltar sind nur die Sockel- und Predellazone sowie die Mensa und der reich verzierte und vergoldete Tabernakel mit Aussetzungsnische erhalten. Der Tabernakel wird von zwei Anbetungsengeln sowie von Büsten der Heiligen Emmeram (links) mit Palmzweig und Leiter und Stephanus (rechts) mit Palmzweig und Buch mit Steinen flankiert. Auf einem Podest oberhalb des Tabernakels befindet sich eine versilberte Plastik des Lammes Gottes auf dem Buch mit den sieben Siegeln, das von einem goldenen Strahlenkranz hinterfangen ist. An der Innenwand des Chorscheitels ist das Altarblatt befestigt, wobei nicht belegt ist, ob dieses ursprünglich zu dem unteren Altaraufbau gehört hat. Das Gemälde ist in einem vergoldeten Rahmen mit geschwungener Kontur gefasst, der mit Blumengirlanden und Muschelwerk verziert ist. Es zeigt die Patroziniumsdarstellung der Taufe Jesu durch Johannes im Jordan. Darüber befindet sich das bereits beschriebene Rundfenster. Darin ist eine Heilig-Geist-Taube im Strahlenkranz angebracht, die von der Morgensonne beleuchtet wird, oberhalb davon eine Büste von Gott Vater mit dem Reichsapfel und das gleichseitige Dreieck als Symbol der Heiligen Dreifaltigkeit, außen verziert mit Rankwerk und Blumenornamenten. Die Seitenfiguren des Hochaltares stehen auf separaten Sockeln und stellen die Heiligen Josef (links) und Joachim (rechts) dar.

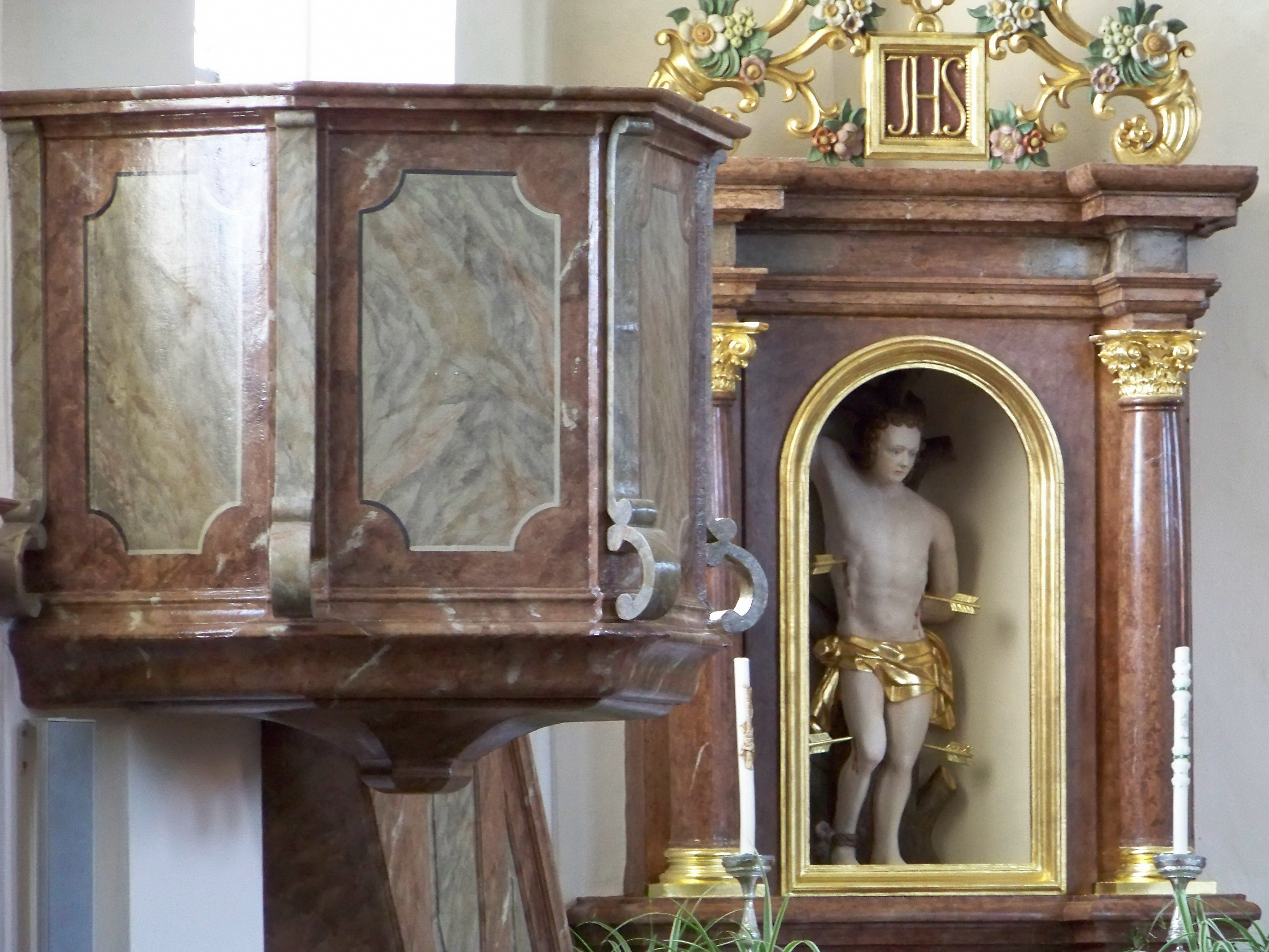
Kanzel und linker Seitenaltar

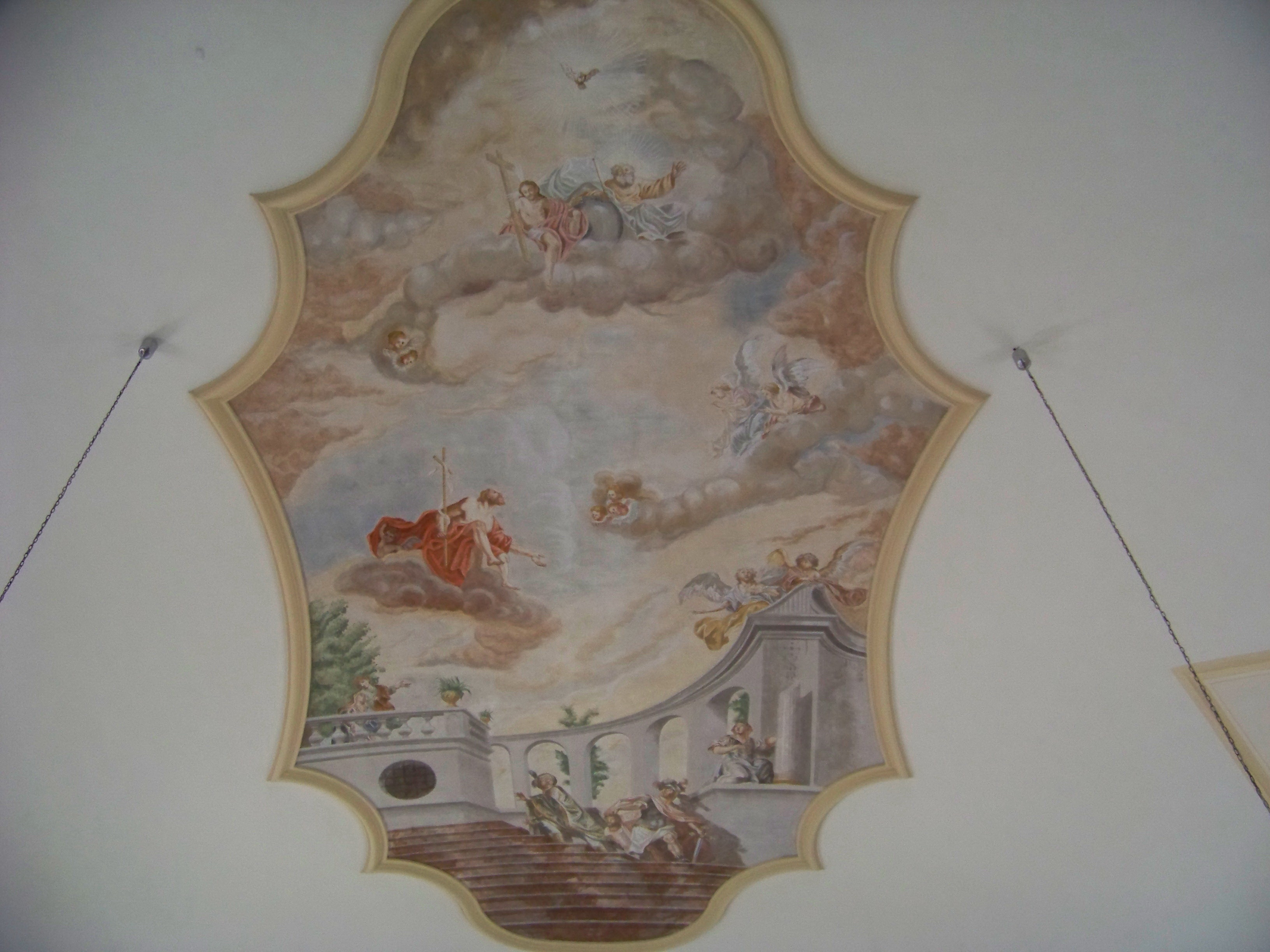
Deckengemälde der Enthauptung des Johannes und seiner Aufnahme in den Himmel

Die beiden Seitenaltäre, deren Aufbau wahrscheinlich vollständig erhalten ist, sind als Pendants ausgeführt. Beide besitzen in der Mitte eine rundbogig abschließende Figurennische und zwei sich nach oben verjüngende Rundsäulen mit korinthischen Kapitellen. Diese und das darauf aufgesetzte profilierte und an den Seiten nach vorne gekröpfte Gesims bestehen aus rotem Marmor. Anstelle eines Altarauszugs befindet sich oben jeweils geschnitztes Rankwerk mit Blumenornamenten. Der nördliche (linke) Seitenaltar zeigt eine barocke Holzfigur aus dem 18. Jahrhundert, die das Martyrium des heiligen Sebastian darstellt. Darüber ist eine Kartusche mit dem Jesusmonogramm angebracht. Am südlichen (rechten) Seitenaltar ist eine Figur der Mutter Gottes mit Kind aus dem 19. Jahrhundert zu sehen; beide sind bekrönt. Maria hält in ihrer rechten Hand das Zepter, in der linken das Jesukind, das rechts eine Goldkugel trägt. Den oberen Abschluss des Altars bildet eine Kartusche mit Marienmonogramm.
Im Zuge der Säkularisation erwarb die Kirche zu Hebramsdorf 1802 einen Altar aus der Landshuter Franziskanerkirche, für den der Landshuter Bildhauer Jonas Hiernle 1692 die Figuren des guten Christus am Kreuz und der Mater Dolorosa geschnitzt hatte. Der Altar ist nicht erhalten.

### Übrige Ausstattung
Vom Chorhaupt hängt ein großes Chorbogenkruzifix, das der Landshuter Bildhauer Jonas Hiernle 1692 für die Franziskanerklosterkirche in Landshut geschnitzt hat. Dieses erwarb die Pfarrei Hebramsdorf ebenfalls im Zuge der Säkularisation. Die Kanzel am ersten Langhauspilaster auf der Evangelienseite ist vergleichsweise einfach ausgeführt und besteht lediglich aus einem achteckigen Korpus, der an den Kanten mit Volutenpilastern besetzt ist, und einem geraden Treppenaufgang. Das Kirchengestühl aus der Zeit um 1730 ist mit einfachen Laub- und Bandwerkschnitzereien sowie Vierpassornamenten verziert. Im Langhaus befindet sich ein großes Deckengemälde mit geschwungenem Profilstuckrahmen. Es zeigt in der unteren Bildhälfte die Enthauptung Johannes des Täufers. In der oberen Hälfte wird gezeigt, wie Johannes bei seiner Aufnahme in den Himmel von der Heiligen Dreifaltigkeit empfangen wird. Gott Vater und Gott Sohn sitzen auf Gewölk; darüber schwebt die Heilig-Geist-Taube. Unterhalb dieser Szenerie wird Johannes auf einer weiteren Wolke zum Himmel emporgehoben.
In Muschelnischen, die in die Wandpilaster eingelassen sind, befinden sich zahlreiche weitere Heiligenfiguren, darunter Barbara, Johannes Nepomuk, Josef, Judas Thaddäus, Katharina, Laurentius, Leonhard, Sebastian und Stephanus. Von besonderem Interesse ist die Figur des heiligen Sebastian, eine gute Arbeit aus der ersten Hälfte des 16. Jahrhunderts. An der südlichen Langhauswand befindet sich ein Epitaph aus Solnhofener Plattenkalk, das Franz Xaver von Maffei auf Ettenkofen († 1754) gewidmet ist. Das Sterbejahr ist als Chronogramm in den ersten vier Textzeilen versteckt. Die Grabplatte ist außerdem mit Wappen und Helmzier geschmückt.
Die vierzehn Kreuzwegtafeln in einfachen, geschnitzten Rahmen sind an den Seitenwänden sowie an der Emporenbrüstung angebracht. Bemerkenswert ist auch eine qualitätvoll geschnitzte, barocke Pietà aus der Zeit um 1730 südlich unterhalb der Orgelempore. Eine Figurengruppe der Taufe Jesu, die auf der gegenüberliegenden Seite (ebenfalls unterhalb der Empore) zu finden ist, stellt einen weiteren Hinweis auf das Kirchenpatrozinium dar. An der Rückwand befindet sich ein Gemälde der sogenannten Sebastianspflege: die heilige Irene zieht dem Märtyrer die Pfeile aus dem Leib und pflegt ihn gesund.

### Orgel

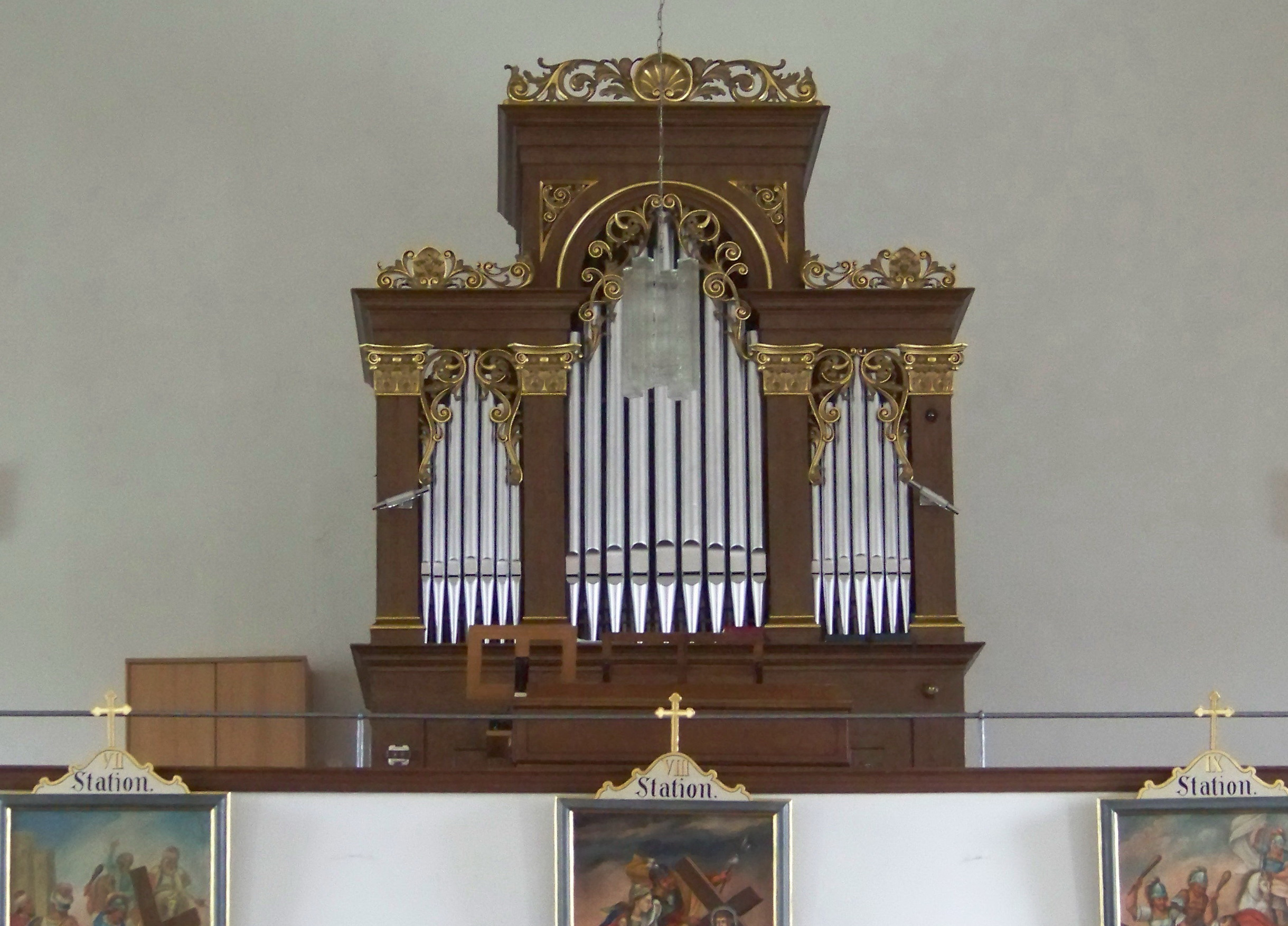
Hechenberger-Orgel

Die Orgel ist ein Instrument aus dem Jahr 1893 von dem Passauer Orgelbauer Martin Hechenberger, von dem nur wenige Werke erhalten sind. Es verfügt über neun Register auf einem Manual und Pedal. Vor dem dreiteiligen Neorenaissance-Prospekt steht ein freistehender Spieltisch, über den die Kegelladen mechanisch angesteuert werden. Die Orgel besitzt folgende Disposition:
| I Manual C–f3 |            |      |
| 1.            | Prinzipal  | 8′   |
| 2.            | Copel      | 8′   |
| 3.            | Gamba      | 8′   |
| 4.            | Salicional | 8′   |
| 5.            | Octav      | 4′   |
| 6.            | Flöte      | 4′   |
| 7.            | Mixtur     | 2 ⁄3 |

| Pedal C–d1 |           |     |
| 8.         | Subbaß    | 16′ |
| 9.         | Violonbaß | 08′ |

- Koppel: I/P